# 淡脊飞虱属
淡脊飞虱属（学名：Neuterthron）为稻虱科的一个属。

## 下属物种
本属包括以下物种：
- 钩突淡脊飞虱 Neuterthron hamuliferum Ding, 2006
- 刺突淡脊飞虱 Neuterthron inachum (Fennah, 1956)
- 宽侧突淡脊飞虱 Neuterthron platynotum Qin, 2007
- 截形淡脊飞虱 Neuterthron truncatulum Qin, 2007